# Кеттелер, Вильгельм Эммануил фон
Вильгельм Эммануил фон Кеттелер (нем. Wilhelm Emmanuel von Ketteler; 25 декабря 1811, Мюнстер, Вестфалия — 13 июля 1877, Бургхаузен, Бавария) — католический епископ Майнца, богослов, политик.
Кеттелер изучал богословие в Гёттингене, Берлине, Гейдельберге, Мюнхене. В 1844 году получил сан священника. В 1848 году избран депутатом Франкфуртского национального собрания. В 1850 году посвящён в епископы Майнца. Боролся против вмешательства государства в дела церкви.
На Первом ватиканском соборе 1870 года Кеттелер первоначально примкнул к епископам, оспаривавшим целесообразность догмата о папской непогрешимости, однако позже изменил мнение и ревностно защищал новый догмат в своих пастырских посланиях. В 1871 году был избран в рейхстаг, но вскоре отказался от своих депутатских полномочий.

## Кеттелер и социальное учение католической церкви
Кеттелер имел большое влияние на формирование не только немецкой, но и общецерковной католической социальной теории. Папа Лев XIII в своих социальных энцикликах, прежде всего в энциклике «Rerum Novarum», развил взгляды Кеттелера.
Кеттелер критиковал не только капитализм, но и коммунизм, отрицающий принцип частной собственности. Эта обоюдоострая критическая направленность социальной концепции Кеттелера была полностью воспринята и развита в социальной концепции папы Льва XIII.
В 1863 году он опубликовал свою основную работу «Рабочий вопрос и христианство». В этой книге Кеттелер настойчиво доказывает святость частной собственности и призывает бедных учиться смиряться со страданиями, приносимыми нуждой.
Положение рабочего может улучшиться, если он станет совладельцем предприятия — тогда он будет получать заработную плату и часть дивидендов. Об этом Кеттелер пишет в главе «Истинное и практическое средство помощи рабочему сословию». К таким средствам он причисляет:
- Создание благотворительных учреждений для неспособных к труду рабочих.

- Сохранение и укрепление семьи, основанной на христианском браке.

- Признание общественной силы самих рабочих и в соответствии с этим создание различных ремесленных и профессиональных союзов на основе христианского учения. Описывая гармоничную структуру общества, Кеттелер уделяет много внимания организациям, предоставляющим рабочим возможность выражать свою сословную солидарность и защищать общие интересы.

- Создание производственных ассоциаций, в которых рабочему предоставлялось право собственности на средства производства и право на долю в прибыли.

По своей инициативе Кеттелер вступил в переписку с Фердинандом Лассалем, у которого позаимствовал идею производственных кооперативов. Лассаль рассматривал государственный капитал как основу производственных кооперативов, что ставило их в полную зависимость от государства. Кеттелер в свою очередь был противником всех форм этатизма, всемогущество государства воспринималось им как нечто безусловно негативное, а распространение его действия на экономику он считал совершенно неприемлемым.
Для Кеттелера реформирование социально-экономических отношений это одна из пастырских миссий церкви. Он считал, что, если христианство ликвидировало рабство силой евангельской проповеди, то в Новое время оно призвано решать не менее сложную, но, по мнению Кеттелера, выполнимую задачу.